# Cenicientos
Cenicientos est une ville d’Espagne, dans la province de Madrid.